# Oligonychus mangiferus
Oligonychus mangiferus är en spindeldjursart som först beskrevs av S.M.A. Rahman och Sapra 1940.  Oligonychus mangiferus ingår i släktet Oligonychus och familjen Tetranychidae. Inga underarter finns listade i Catalogue of Life.